# Нік Гіпа
Семюел Ніколас Гіпа (англ. Samuel Nicholas Hipa; 30 листопада 1982) — американський музикант. Він є нинішнім соло-гітаристом гурту Mire, соло-гітаристом гурту Wovenwar, а також був давнім колишнім соло-гітаристом гурту As I Lay Dying. З 2022 року він також гастролює як ритм-гітарист гурту God Forbid.

## Передісторія
Гіпа розпочав свою музичну кар'єру з гуртом Evelynn. Гурт підписав контракт з Pluto Records. У 2001 році Evelynn гастролювала з As I Lay Dying. Коли Evelynn почав розпадатися, Хіпа приєднався до As I Lay Dying у 2003 році.
Гурт As I Lay Dying існував у тому ж складі з 2007 року, аж до арешту Тіма Ламбезіса, коли гурт покинули Гіпа, Філ Сґроссо та Джош Ґілберт. Разом з барабанщиком AILD Джорданом Манчіно, а також Oh, Sleeper та колишнім товаришем по гурту Гіпи, Шейном Блеєм, група друзів створила Wovenwar.
У більш пізньому інтерв'ю Манчіно заявив, що AILD технічно все ще складається з п'яти учасників: він сам, Ламбезіс, Гіпа, Ґілберт та Сґроссо.
Гіпа виконував партію соло-гітари для Wovenwar, з'являючись на обох альбомах Wovenwar (2014) та Honor Is Dead (2016) на сьогодні. У 2017 році Ламбезіс знову зібрав As I Lay Dying з новими учасниками, заявивши, що жоден з попередніх учасників, включаючи Гіпу, не повернеться. Тим не менш, 8 червня 2018 року було підтверджено, що Hipa разом із «класичним» складом As I Lay Dying возз'єдналися з Lambesis з випуском «My Own Grave». 12 квітня 2019 року гурт випустив другий сингл під назвою «Redefined», у якому також брав участь фронтмен August Burns Red Джейк Лурс.і
Гіпа був показаний в серіалі "Біллі на вулиці".
15 серпня 2020 року з'явилося повідомлення про те, що Нік Гіпа покинув As I Lay Dying. У липні 2022 року було оголошено, що Hipa виступить з гуртом God Forbid на їхньому возз'єднаному шоу.

## Суперечка навколо As I Lay Dying
Після арешту Ламбезіс негативно відгукувався про решту учасників гурту, зокрема про Гіпу. Гіпа відреагував на ці заяви, зокрема на звинувачення в таємному атеїзмі всього гурту та відсутності контактів з Ламбезісом після арешту, назвавши їх наклепницькими.
У листопаді 2016 року Гіпа заявив, що Ламбезіс на той час все ще дотримувався його поглядів, і що стосунки між ними залишаються зіпсованими. Однак тон Гіпи змінився в інтерв'ю в жовтні 2017 року фронтмену Hatebreed Джеймі Джасті, коли його запитали про потенційне возз'єднання As I Lay Dying з класичними учасниками. Гіпа відповів: «Чувак, я все зрозумів… люди часто запитують нас про це. Але все зводиться до того, що має сенс у тому, що відбувається в нашому житті. І у нас є багато важливих справ, які не стосуються цього, і ми взяли на себе зобов'язання, і це те, чого ми шануємо на даний момент. Чесно кажучи, це просто не те, чим ми намагаємося поглинути свої думки. Тому що у нас є сім'ї, бізнес, професії та гурт — і всі ці речі, в які ми надзвичайно інвестуємо. Наразі вся наша увага зосереджена на цьому».
У 2018 році Гіпа возз'єднався з As I Lay Dying, але в 2020 році з'явилися чутки, що він знову покинув гурт. У 2021 році Гіпа порушив своє річне мовчання, заявивши: «З повагою, я пішов, бо історія та сенс, на яких ми будували наше возз'єднання, з часом значно занепали. Те, що залишається, — це поверхневе прагнення, яке я не можу виправдати, підтримуючи чи беручи участь у ньому». Він також уточнив, що створення музики з гуртом відбувалося «ціною терпимості до поведінки, яка часом жорстоко ставиться, зневажає та ранить інших людей».

## Релігійні погляди
Гіпа виховувався з християнськими цінностями. З часом Гіпа почав виявляти певний скептицизм, хоча й у меншій мірі, ніколи не заперечуючи системи переконань в цілому.

## Гурти

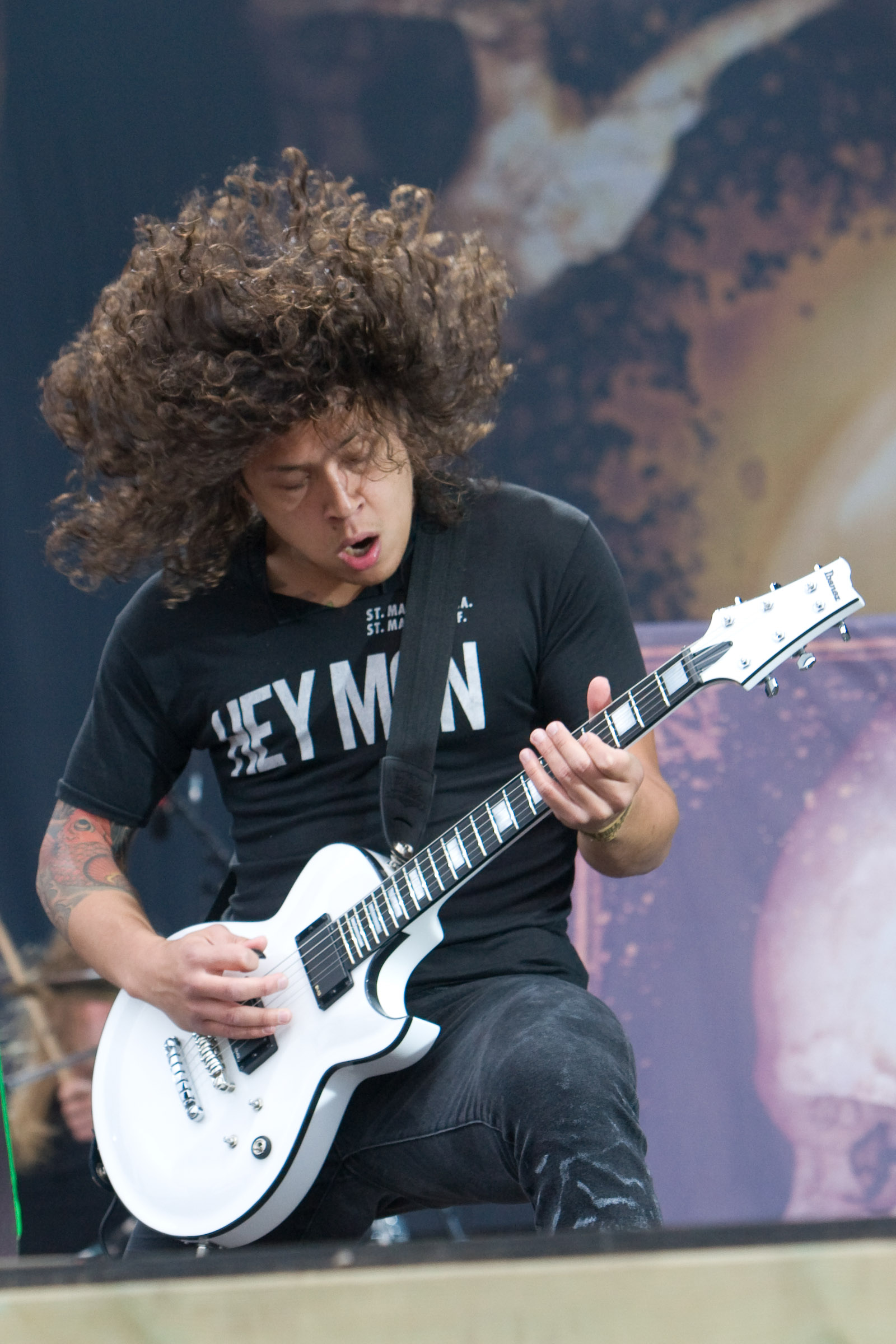
Виступ Гіпи з As I Lay Dying

### Нинішні
- Mire (2021 – дотепер)
- God Forbid (2022 – дотепер)

### Колишні
- Evelynn (2001–2004)
- As I Lay Dying (2003–2014, 2018–2020)
- Wovenwar (2013–2018)

## Дискографія

### As I Lay Dying
- Shadows Are Security (2005)
- A Long March: The First Recordings (compilation, 2006)
- An Ocean Between Us (2007)
- The Powerless Rise (2010)
- Decas (compilation, 2011)
- Awakened (2012)
- Shaped by Fire (2019)

### Wovenwar
- Wovenwar (2014)
- Honor Is Dead (2016)

### Гостьові виступи
- Total Brutal (2008) – Austrian Death Machine
- Ghost Thief (2013) – Living Sacrifice
- Skydancer (2015) – In Hearts Wake
- Wanderer (2016) – Heaven Shall Burn

### Виробництво
- Void (2016) – Destroy the Runner[29] (Виробництво тизера)